# Vénissieux Handball
Vénissieux Handball ist ein Handballverein aus der französischen Gemeinde Vénissieux in der Métropole de Lyon.
Anfang der 1990er Jahre war er einer der besten Frankreichs.

## Geschichte
Der Vénissieux Handball wurde 1965 unter dem Namen Amicale Laïque Centre Pasteur (ALCP) von einem Deutsch- und Sportlehrer namens Lucien Lewandowski (gest. 2022) und seinem Schwiegervater René Dauphin gegründet. Nach zwei Jahrzehnten in der Unterklassigkeit stieg die ALCP im Jahr 1985 in die Nationale 1B auf, der Vorstufe zur 1. Liga. Zu diesem Zeitpunkt verwandelte sich die ALCP in Handball Vénissieux 85, nachdem sie mit der Handballabteilung von Parilly fusioniert ist, die ebenfalls von einem Lehrer gegründet wurde, Maurice Blanc. Das war der Startschuss sehr erfolgreicher Jahre: Meister 1987 der „Nationale 1B“ und Aufstieg in die „Nationale 1A“, der höchsten Handballliga Frankreichs, die man nach zwei Vizemeisterschaften 1990 und 1991 im Jahr 1992 gewinnen konnte. In den Jahren 1991 und 1992 konnte der Pokal gewonnen werden. International war der größte Erfolg das Erreichen des Halbfinales im Europapokal der Landesmeister 1992/93, das man gegen Badel 1862 Zagreb verlor. 1995 musste der Verein aufgrund finanzieller Probleme Insolvenz anmelden.